# アルフレート・ブレーム
アルフレート・エトムント・ブレーム (ドイツ語: Alfred Edmund Brehm, 1829年2月2日 - 1884年11月11日)はドイツの動物学者、作家。『ブレーム動物事典 (Brehms Tierleben)』の編者として知られる。

## 生涯

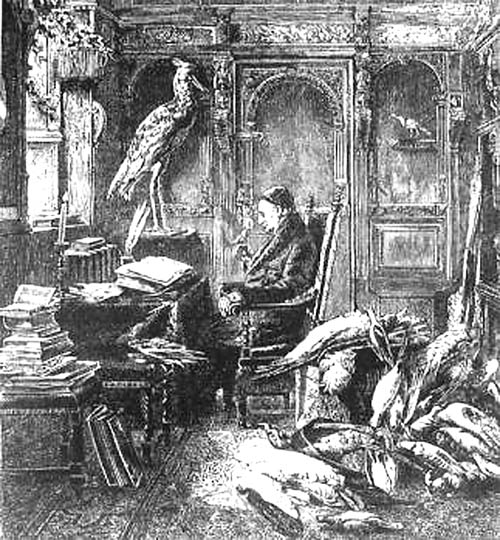
父・クリスティアン

アルフレート・ブレームは1829年2月2日、テューリンゲンの小さな村で生まれた。父は牧師で鳥類学者のクリスティアン・ルードヴィヒ・ブレーム（Christian Ludwig Brehm）で、牧師館には9000体を超える鳥の剥製のコレクションがあったという。アルフレートは父親の影響で動物学に興味を持っていたが、子供の頃は建築家を志しており、1844年にはアルテンブルクで建築を学び始めている。
1847年、鳥類学者のヨハン・ヴィルヘルム・フォン・ミュラーのアフリカ探検に書記兼助手として同行、エジプト、スーダン、シナイ半島を巡るこの旅行に大きな影響を受けた20歳のアルフレートは、帰国後の1853年にイェーナ大学で自然科学の勉強を始める。
大学卒業後、1856年から2年間スペインを旅行した後、ライプツィヒでフリーランスのライターとして『Die Gartenlaube』などの雑誌に一般向け科学記事を書き始める。1862年には、ザクセン＝コーブルク＝ゴータ家のエルンスト2世に請われてエチオピア旅行に同行している。その後もアフリカ、スカンジナビア、シベリアを旅行し、彼の書いた動物関連の随筆や旅行記は、教養のある中流階級の間で評判となった。このことから、アルフレートはドイツの出版社 Bibliographisches Institut から動物事典の編集者に任命される。この事典が後に世界的に有名になる『ブレーム動物事典』である。
アルフレートは、執筆と研究旅行、講演旅行に生涯を費やした。1862年から1867年の間、ハンブルク動物園の園長を勤め、その後ベルリンで水族館を開館させている。
1878年に妻が死亡。1883年アメリカ講演旅行の直前に4人の子供がジフテリアに罹患、契約を破棄できなかったアルフレートはそのままアメリカに旅立ち、1884年1月に末の息子の死亡の知らせを受けるとることになる。この心痛から、以前アフリカで感染したマラリアが再発、1884年5月にドイツに帰国、7月には故郷の街に戻り1884年11月11日に死亡した。現在、同町にはブレーム記念博物館がある。

## 主な著作

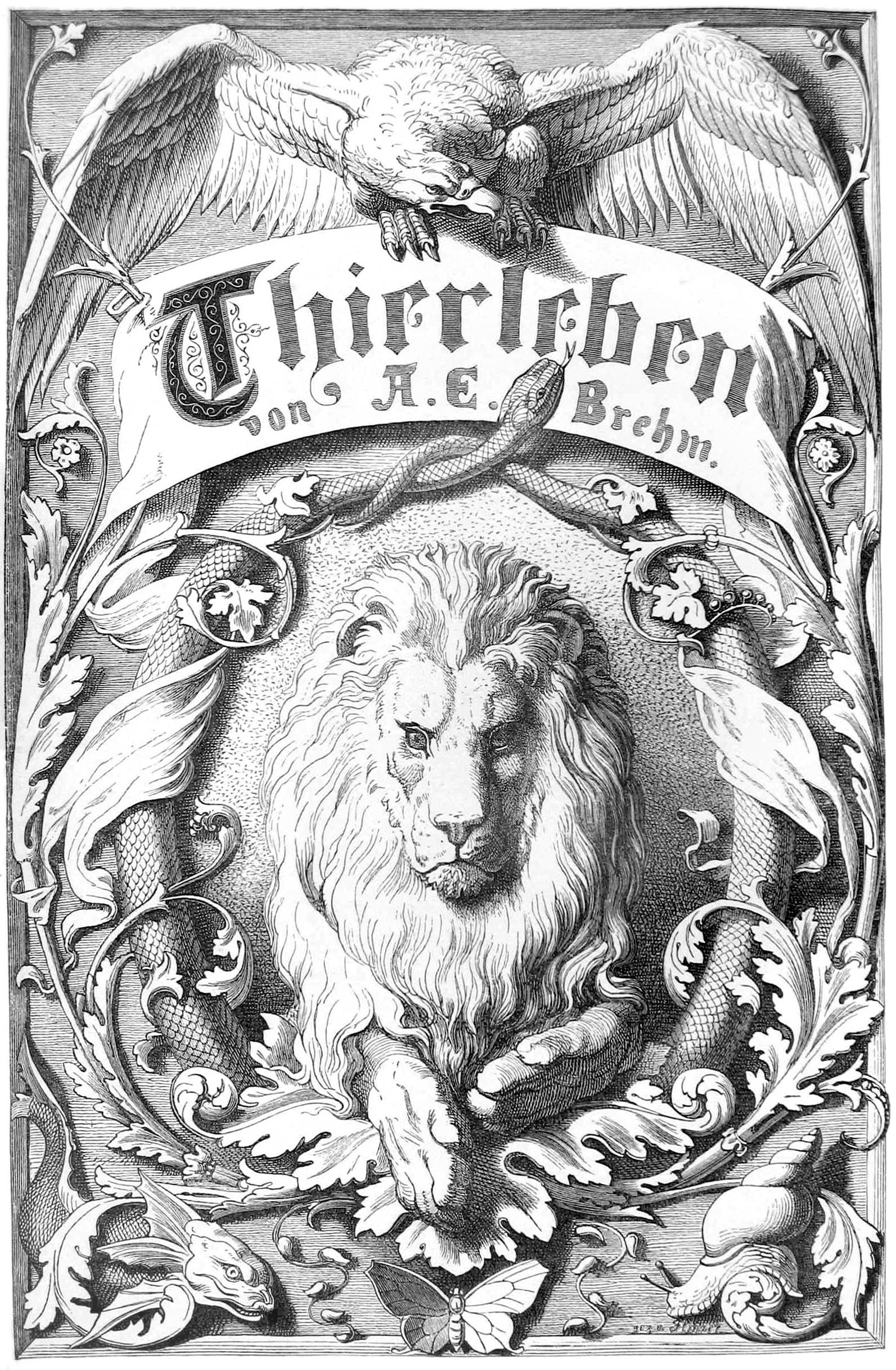
『ブレーム動物事典』第2版の口絵. イラスト： フェードル フリンツァー (1832-1911)

### 『ブレーム動物事典』
独題『Brehms Tierleben』、英題『Brehm’s Life of Animals』。第1版は全6巻で『Illustrirtes Thierleben』というタイトルで、1864年から1869年にかけて出版された。
第2版は全10巻で1876年から1879年にかけて、『Brehms Thierleben』と改題されて出版された。第2版で追加されたグスタフ・ミュッェルらのイラストは、チャールズ・ダーウィンに「これまで見たなかで、最も優れている」と評されている。この第2版は1882年‐1884年に再出版され、続いて第3版が1890年から1893年にかけて出版された。
この事典は各国語に翻訳され、20世紀になってからも、要約して1巻にまとめた本などが出版されている。

### その他の著作
- Reiseskizzen aus Nord-Ost-Afrika (1855, 3 vols., pub. Friedrich Mauke, Jena.)
- Das Leben der Vögel (pub.  C. Flemming, Glogau, 1861; second edition 1867.)
- Ergebnisse einer Reise nach Habesch (1863, pub. O. Meissner, Hamburg.)
- Die Thiere des Waldes, エミール・アドルフ・ロスメッスラーと共著 (2 vols., 1864–1867, pub. C. F. Winter, Leipzig and Heidelberg.)
- Gefangene Vögel, with Otto Finsch (2 vols., 1872–1876, pub. C.F. Winter'sche Verlagshandlung, Leipzig.)